# Thủy điện Pa Ke
Thủy điện Pa Ke là thủy điện xây dựng trên sông Chảy tại vùng đất bản Pa Ke xã Si Ma Cai, tỉnh Lào Cai và xã Pà Vầy Sủ, tỉnh Tuyên Quang, Việt Nam .
Thủy điện Pa Ke có công suất lắp máy 26 MW, sản lượng hàng năm 96,4 triệu KWh, khởi công tháng 5/2016, dự kiến thi công 30 tháng , hoàn thành vào Quý IV năm 2018.
Thủy điện Pa Ke cách xã Si Ma Cai 22°41′59″B 104°17′08″Đ / 22,699633°B 104,28548°Đ cỡ 6 km hướng đông nam, và cách Thủy điện Sông Chảy 6 22°42′3″B 104°27′6″Đ / 22,70083°B 104,45167°Đ cỡ 15 km theo xuôi dòng sông.